# Епістеме

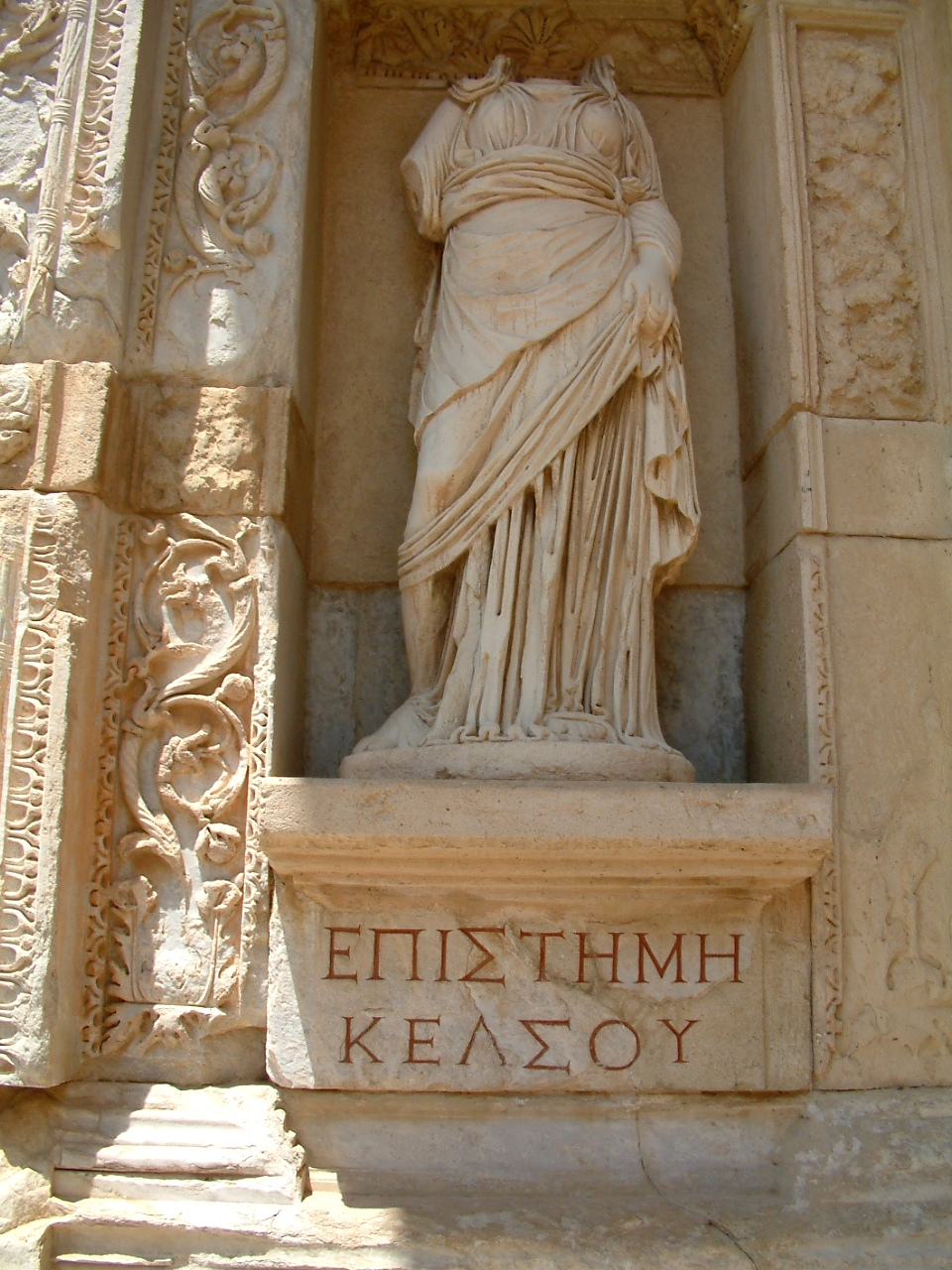
Уособлення епістеми (бібліотека Цельса)

Епісте́ме, або епісте́ма (грец. ἐπιστήμη, episteme) — поняття в античній філософії, що позначає знання (також науку або пізнання). Походить від дієслова ἐπίσταμαι, «знати, пізнавати, розуміти». Платон розумів епістеме (знання) як когнітивний стан душі, повністю зосереджений на необхідних і незмінних об'єктах — ідеях або формах. Він протиставляв епістемі термін «докса» (δόξα) — загальноприйняту думку, здоровий глузд; когнітивний стан душі, зосереджений на чуттєвих речах. Розвиваючи думку Платона, Арістотель тлумачив епістеме як «науку», що надає необхідну й незмінну істину про необхідні й незмінні об'єкти. Епістеме також відрізнялося від «техне» (techne) — ремесла, техніки чи прикладної науки. Від слова «епістеме» походить термін епістемологія, а також латинське слово «наука» (лат. scientia).